# Pinakbet
Le pinakbet ou pakbet est un plat traditionnel philippin originaire de la région des Ilocos dans le nord du pays. C'est un plat de légumes cuits dans du bagoong et de l'eau. Il s'agit d'un des plats typiques de la cuisine philippine.

## Histoire
Les origines du pakbet ou pinakbet remontent à la période précoloniale dans la région des Ilocos au nord de Luzon. Sa popularité tient à la simplicité de sa confection et à l'usage de légumes locaux que l'on trouve en abondance à Ilocos.
Le plat s'étant diffusé dans toutes les régions de l'archipel, diverses variantes locales sont apparues.

## Description et variantes

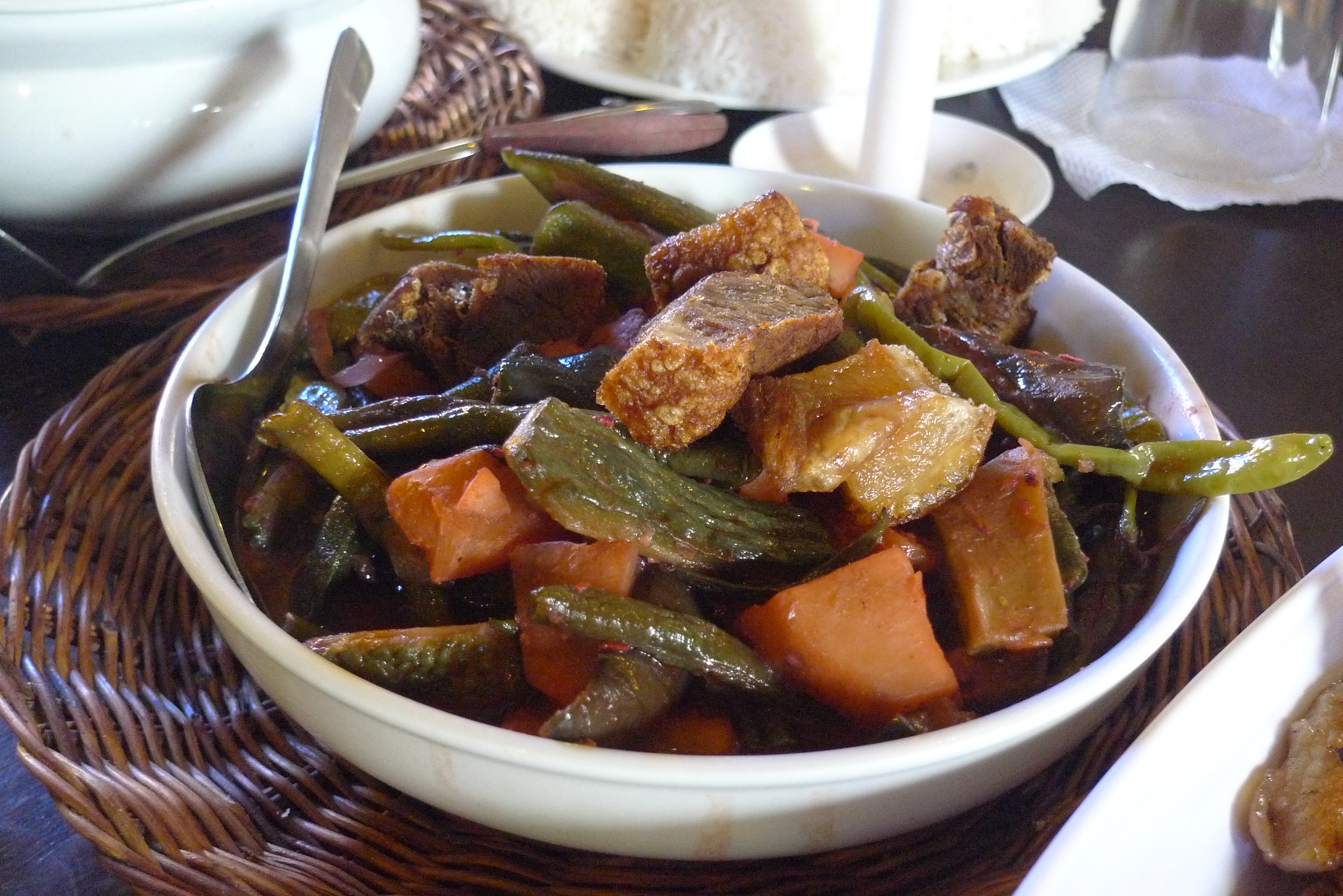
Pinakbet avec de la viande.

Le pinakbet est un assortiment de légumes coupés en morceaux et cuits dans du bagoong (pâte de poisson fermentée) et un peu d'eau. Une casserole en argile (palayok) est traditionnellement utilisée. Des légumes locaux sont utilisés, comme du melon amer, des aubergines, des okras, des tomates, des oignons, du gingembre. Si différents assortiments de légumes sont possibles, le melon amer est toujours inclus dans la version traditionnelle, ce qui lui donne un gout amer. Il est servi avec du riz, comme de coutume dans la cuisine philippine. Il peut occasionnellement inclure du poisson ou de la viande.
Il existe diverses variantes du pinakbet. Dans le centre de Luzon, le tagalog pinakbet est cuit avec du bagoong alamang (à base de crevette fermentée) au lieu du bagoong de poisson traditionnel, et les légumes peuvent être sautés, avec ou sans courge locale. Dans la région de Bicol, le ginataang pinakbet incorpore du lait de coco lors de la cuisson et parfois du piment. Dans les Visayas, le pinakbet est peu amer et inclut volontiers de la courge à Samar et Leyte, du piment à Cebu, et de la cornille à Hiligaynon. Sur Mindanao, on peut trouver une version légèrement sucrée due à l'utilisation de jeune courge (sebuano pinakbet), une version très épicée (maranaw pinakbet), ou une avec des algues.
Le dinengdeng est un autre plat de légumes originaire d'Ilocos, similaire au pinakbet, mais contenant plus de brouillon et de la courge. Le pinakbet ne contient lui traditionnellement pas de courge (kalabasa).